# Trifolium subterraneum
Il trifoglio sotterraneo (Trifolium subterraneum L.) è una pianta appartenente alla famiglia Fabaceae, originaria del bacino del Mediterraneo; viene utilizzata principalmente come erba da foraggio ed è dotata della capacità di autoriseminarsi.

## Descrizione

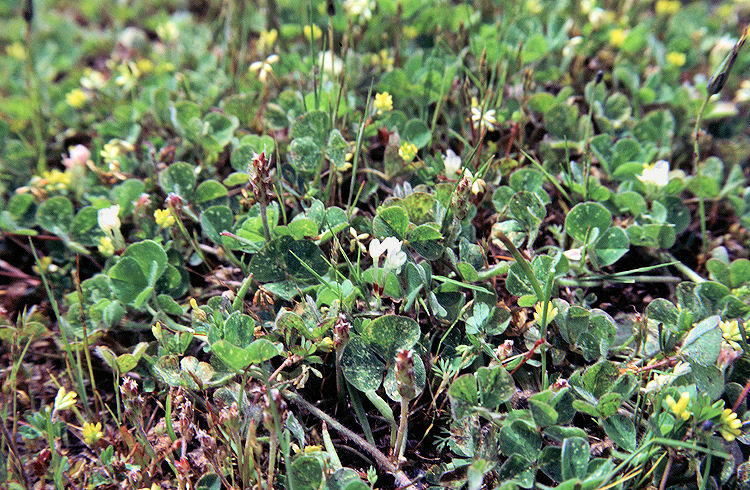
Trifoglio sotterraneo.

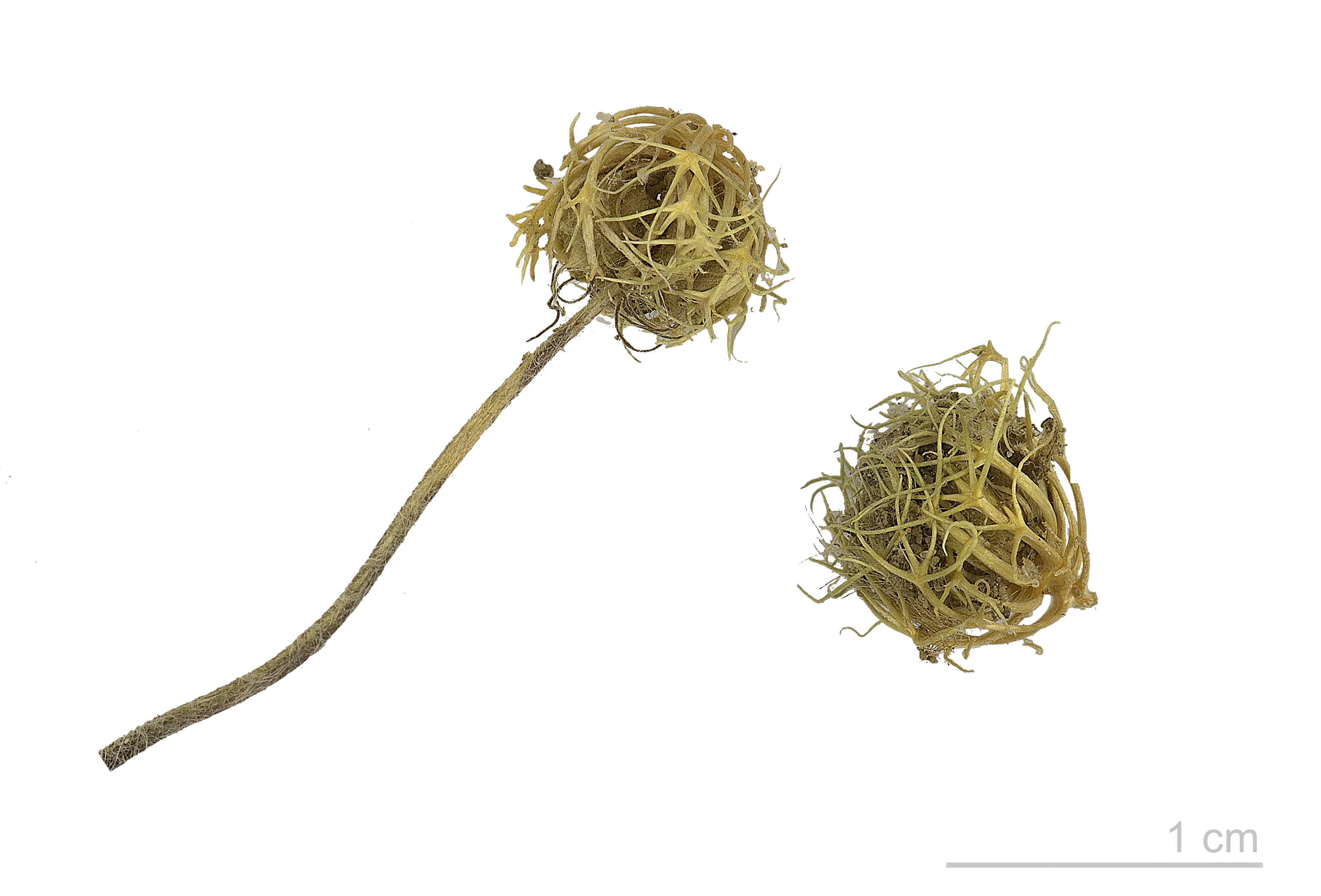
Trifolium subterraneum

La pianta si presenta di taglia bassa (15-30 centimetri di altezza), con radici poco profonde e steli striscianti e pelosi.
Le foglie sono trifogliate con caratteristiche macchie.
I capolini portano 2 o 3 fiori bianchi: la loro caratteristica saliente è quella di incurvarsi verso il suolo dopo l'impollinazione autogamica, fino ad immergersi nel terreno, dove lasciano i semi. A causa della relativa bassezza dei fiori, ed in generale della pianta, le frequenti defogliazioni tipiche del pascolamento non mettono in crisi questa specie.
I semi sono di colore bruno-lillà.

## Coltivazione
Il trifoglio sotterraneo non si presta per zone in cui la media delle temperature minime del mese più freddo sia inferiore a 1 °C. Principalmente gradisce terreni acidi. L'impianto si effettua in autunno dopo una lavorazione poco profonda del suolo.
 
Come tutti gli altri trifogli questa pianta è in grado di procurarsi l'azoto dall'atmosfera, quindi la fertilità azotata del suolo conta poco, ma conta molto che siano presenti nel suolo i batteri tipici della simbiosi. Addirittura pare che il trifoglio sotterraneo sia in grado di fissare circa 150 kg di azoto per ettaro all'anno. Se non sono presenti i batteri adatti per l'azotofissazione, essi devono essere inoculati. Si semina con 25–35 kg di seme per ettaro, a spaglio.
L'utilizzo principale di questa pianta è il pascolamento, continuo e molto intenso, specie con ovini. Un pascolamento molto severo migliora tutte le risposte dalle pianta: aumenta l'indice di area fogliare, la produzione di fiori, la produzione di seme. Il pascolamento deve cominciare 4 settimane dopo l'insediamento e dura fino all'estate. Eventualmente questa specie può essere consociata a erbe annuali per la stagione calda, o arbusti, che sviluppandosi quando il trifoglio non è presente permettono l'utilizzo del pascolo tutto l'anno.

## Usi
L'utilizzo principale è ovviamente il pascolo in terreni destinati ad esso. A questo proposito c'è da rilevare come, a causa dell'abbondante produzione del seme tipica del trifoglio sotterraneo, il seme spesso vada ad entrare nella dieta degli animali che pascolano su di esso, con un non trascurabile apporto di sostanze nutritive alla dieta degli animali.
Altri utilizzi interessanti del trifoglio sotterraneo sono:
- Copertura del suolo in arboreti e vigneti: il trifoglio, sviluppandosi quando le specie arboree sono a riposo, non entra in competizione per le sostanze nutritive o l'acqua con le altre colture, e permette il pascolamento in queste zone in periodi in cui non sarebbero sfruttate, migliorando l'utilizzo del terreno.
- Copertura del suolo tra colture erbacee specializzate: ad esempio inserito nel ciclo mais-girasole: il trifoglio, con pochissima cura, provvede a mantenere alta la fertilità del suolo tramite l'azotofissazione.
- Inerbimenti di linee tagliafuoco tra i boschi: questi terreni, posti in pendenza, sono soggetti all'erosione, specie nei mesi invernali che presentano la piovosità maggiore: il trifoglio ricopre il terreno e riduce questi rischi. Gli animali, inoltre, pascolando su questi terreni distruggono gli arbusti e gli sterpi che possono dare origine ad incendi.